# Proletarski (Krymsk, Krasnodar)
Proletarski (del ruso: Пролетарский) es un jútor del raión de Krymsk del krai de Krasnodar, en Rusia. Está situado a orillas de un pequeño afluente del río Nepil, tributario del Adagum, afluente por la izquierda del río Kubán, en las inmediaciones de su delta, 23 km al noroeste de Krymsk y 97 km al oeste de Krasnodar. Tenía 11 habitantes en 2010
Pertenece al municipio Adagúmskoye.